# Triodontella aquila
Triodontella aquila är en skalbaggsart som beskrevs av François Louis Nompar de Caumont de Laporte 1840. Triodontella aquila ingår i släktet Triodontella och familjen Melolonthidae. Inga underarter finns listade i Catalogue of Life.